# Barbut verd capbrú
El barbut verd capbrú (Psilopogon corvinus) és una espècie d'ocell de la família dels megalèmids (Megalaimidae) que habita els boscos de Java.